# هيلدا بايكر
هيلدا بايكر (بالإنجليزية: Hylda Baker)‏ هي ممثلة بريطانية (وحملت سابقاً جنسية المملكة المتحدة لبريطانيا العظمى وأيرلندا)، ولدت في 4 فبراير 1905 في المملكة المتحدة، وتوفيت بنفس المكان في 1 مايو 1986.

## أعمال

### أفلام
- (1968) أوليفر![7]

## وصلات خارجية
- هيلدا بايكر على موقع IMDb (الإنجليزية)
- هيلدا بايكر على موقع ميوزك برينز (الإنجليزية)
- هيلدا بايكر على موقع ديسكوغز (الإنجليزية)